# Землетрясение в Амбоне (2019)
Землетрясение в Амбоне — землетрясение, произошедшее 26 сентября 2019 года в 07:46:44 по восточному времени Индонезии (в 23:46:44 25 сентября по Гринвичу) в Малуку, Индонезия, недалеко от столицы провинции Амбон. Сила землетрясения составила примерно 6,5, при этом погибло по меньшей мере 38 человека и получили ранения 149 человек.

## Землетрясение
По данным Индонезийского агентства метеорологии, климатологии и геофизики (BMKG), эпицентр землетрясения находился под островом Серам, примерно в 42 км к северо-востоку от города Амбон. BMKG сообщило о магнитуде M = 6,8, в то время как Геологическая служба США сообщила о M = 6,5. Оно произошло в 23:46:44 по местному времени, с эпицентром на глубине 18,2 км согласно USGS. BMKG также сообщило, что землетрясение было вызвано сдвигом. К утру 27 сентября BMKG сообщило об обнаружении 239 подземных толчков.
После землетрясения жители Амбона в панике попытались подняться повыше над уровнем моря из-за опасений цунами, хотя BMKG заявила, что риска цунами нет. Полиция задержала мужчину за то, что он громко кричал «цунами» среди толпы эвакуированных.

## Ущерб и потери
К вечеру 27 сентября по местному времени в результате землетрясения сообщили о 23 погибших, в основном из-за обломков разрушенных зданий. По сообщениям, более ста человек были ранены. Большинство жертв насчитали в центральной части Малуку, где было зарегистрировано 14 смертей.
Местное агентство по смягчению последствий стихийных бедствий в Амбоне сообщило о перемещении 25 000 человек во временные убежища после землетрясения, а 224 дома были повреждены.
29 сентября 2019 года ещё семь человек были найдены мёртвыми или скончались от полученных травм, в результате чего число погибших достигло 30 человек. Ещё четыре смерти были объявлены 30 сентября. Количество смертей увеличилось до 36 2 октября и до 38 по состоянию на 4 октября.

## Реакция
Президент Индонезии Джоко Видодо выразил соболезнования в связи с землетрясением и заявил, что правительство оплатит медицинские расходы пострадавшим. Индонезийский национальный совет по борьбе со стихийными бедствиями выделил 1 млрд рупий (около 70 000 долларов США) в виде немедленного финансирования и 515 миллионов рупий для материально-технического обеспечения. Министерство социальных дел выделило ещё 1,1 млрд рупий.